# Ambroise Paré
Ambroise Paré (Laval, 1510-París, 20 de diciembre de 1590) fue un cirujano francés del siglo xvi. Es considerado el padre de la cirugía, la anatomía, la teratología y la sanidad militar.

## Biografía
Ambroise Paré nació en el pueblo de Bourg-Hersent, pequeña localidad cerca de Laval, en la región francesa del Maine, hijo de un artesano y una actriz. Debido a su origen humilde no tuvo una formación académica, por lo que desconocía el griego y el latín, y utilizó el francés para redactar sus obras. El hecho de utilizar la lengua vernácula permitió una amplia difusión de sus tratados entre los profesionales de la medicina y el público en general.
Paré empezaría su carrera como aprendiz de cirujano-barbero, nombre por el que se conocía a una clase inferior de cirujanos. Estos últimos estaban por debajo de los llamados cirujanos de bata larga, que estudiaban en la Escuela de San Cosme (patrón de los médicos) y conocían las lenguas clásicas y los escritos de Galeno. Los cirujanos barberos eran considerados como trabajadores manuales que, además de tratar heridas, cortaban el pelo, afeitaban y realizaban sangrías.
A los 17 años logra entrar en el gran hospital de París fundado en el siglo VII, el Hôtel-Dieu, en el cual trabajaría entre 1533 y 1536. Las condiciones en este hospital eran bastante deficientes debido a las condiciones higiénicas y a que los enfermos se encontraban hacinados sin distinción de sexos. Además las operaciones se realizaban en los pasillos, no en salas de operaciones específicas. Debido a esta precariedad el nivel de mortalidad era muy alto, razón por la cual la cirugía en aquella época tenía tan poco prestigio.
En 1536 es contratado por un oficial del ejército para servirle como cirujano militar de las tropas francesas en las campañas de Italia, práctica habitual en la época. Su primera misión se presentó en la guerra del Piamonte durante el asalto de Francisco I a Turín (1537). No obstante jamás se negó a auxiliar a nadie. Paré no hacía distinciones: protestantes o católicos, españoles, franceses, alemanes, flamencos o italianos recibirían su atención.

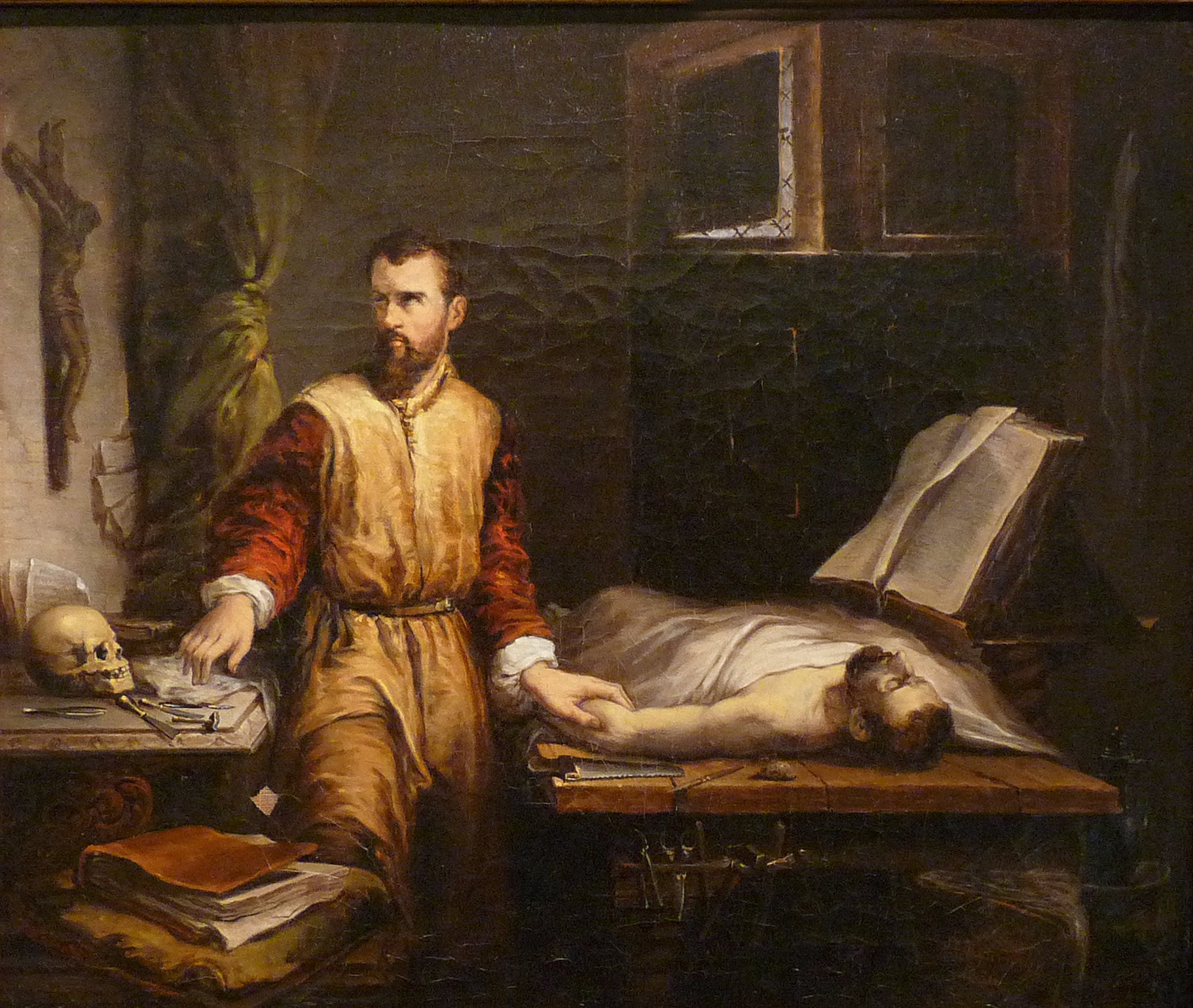
Ambroise Paré atendiendo a un enfermo. Pintura del de Jean-Baptiste Bertrand.

En aquella época las armas de fuego eran disparadas a distancias muy cortas debido a su corto alcance. Este hecho hacía que las heridas estuvieran rodeadas de pólvora. Además no estaba contemplado el tratamiento de las mismas en los escritos de Galeno. La opinión generalizada era que la pólvora envenenaba la herida y para tratarla se utilizaba aceite de saúco.
Durante la batalla de Vilaine, hizo su primer gran descubrimiento. Debido a la falta de aceite, creó su propio remedio "contra el dolor producido por armas de fuego". Este consistía en una yema de huevo, aceite de rosas y trementina. Al día siguiente de usar esta aplicación emoliente comprobó su efecto benéfico. Posteriormente, en la batalla de Dauvilliers aplicaría por primera vez la técnica de la ligadura de arterias a los muñones de las amputaciones. Aunque la ligadura de vasos ya era conocida, ésta no se aplicaba a las amputaciones. Los muñones se cauterizaban con hierro al rojo vivo, técnica que resultaba poco efectiva. Para atar los vasos utilizaría fórceps y puntos de sutura. El éxito de Paré con esta técnica significó un gran avance para la cirugía.
En 1545 publicó un tratado sobre el tratamiento de heridas por arma de fuego, "Méthode de traiter les plaies faites par les arquebuts et autres bastons à feu, et celles qui sont faites par la poudre à canon" (Método de tratar las heridas causadas por arcabuces y otros bastones de fuego y aquellas que son hechas por pólvora de cañón) considerado uno de los hitos del arte quirúrgico. En 1553 publica la segunda edición de esa misma obra. En 1561 dio a la imprenta su Anatomie universelle du corps humain. Publicó también otros tratados acerca del tratamiento de heridas y enfermedades. 
En 1559, en la toma de Calais por los franceses, asistió al duque de Guisa de una herida mortal. Los demás médicos del duque desistieron alegando que el duque no tenía remedio y su orgullo les impedía aceptar que un cirujano no académico como Paré pudiera hacer algo que ellos no podían. No sin muchos impedimentos consiguió Paré salvar al duque, el cual a partir de entonces llevó el sobrenombre del "acuchillado" por la tremenda cicatriz que le quedó en la cara.
Tuvo también un papel destacado en el desarrollo de la obstetricia, mostrando que era posible dar la vuelta al niño antes del parto cuando se presentaban complicaciones debidas a su posición (versión interna cuando el feto viene de nalgas). Otras de sus aportaciones fueron la técnica más adecuada para la extracción de proyectiles y la utilización de tubos para drenar abscesos, bragueros para hernias y prótesis de miembros amputados.

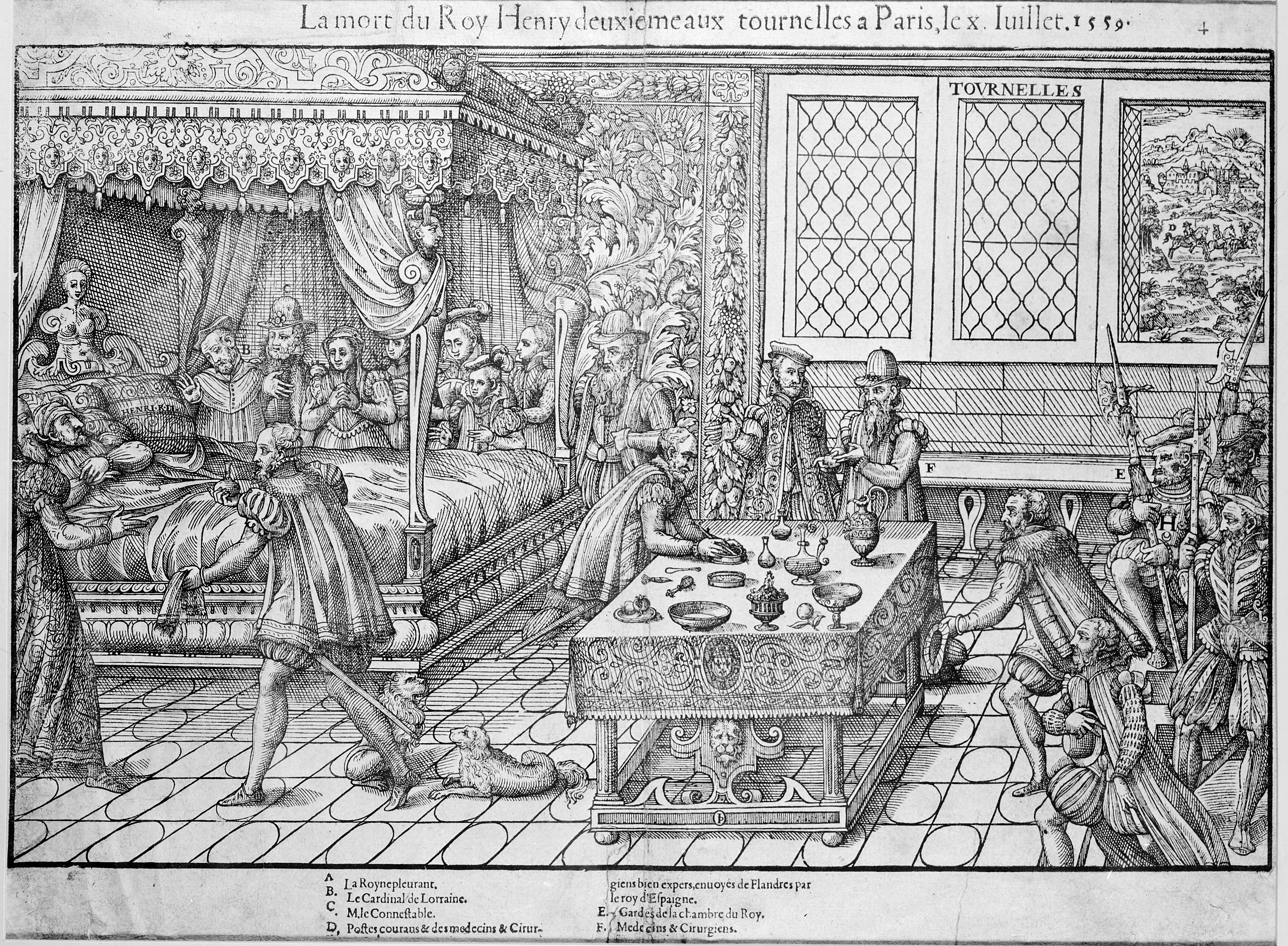
Ambroise Paré asistiendo a Francisco II de Francia. Grabado del.

Cuando terminó las campañas, debido a sus aportaciones y éxitos se convirtió en médico de cámara y consejero real asistiendo a cuatro reyes: Enrique II, Francisco II, Carlos IX y Enrique III. Se dice que estuvo con Vesalio en la corte cuando ocurrió el fatal accidente en un torneo del rey Enrique II. No pudo hacer nada por salvar la vida del monarca. Tampoco pudo salvar al rey Francisco II de su prematura muerte a los 16 años. Se le acusó de pertenecer a la religión reformada a pesar de que se casó por los ritos católicos y sus hijos estaban bautizados. Aun así en la fatídica Matanza de San Bartolomé tuvo que ser protegido por la corte (paradójicamente en esa corte estaban el rey Carlos IX y la reina madre Catalina de Médicis que eran los instigadores de la matanza).
En 1575, cuando quiso publicar sus Obras completas, los profesores del claustro de la Facultad de París trataron de evitarlo y le iniciaron un proceso por el cual pretendían censurarlo.
Finalmente, la Escuela de Medicina de la Universidad de París acabaría por concederle en 1584 el bonete de doctor en Medicina debido a sus logros. Murió en París el 20 de diciembre de 1590, a los 80 años de edad.
Una recopilación de sus obras se publicó en París en 1575, y se reimprimió después en varias ocasiones. Aparecieron también varias ediciones en inglés, alemán y neerlandés.

## Obras

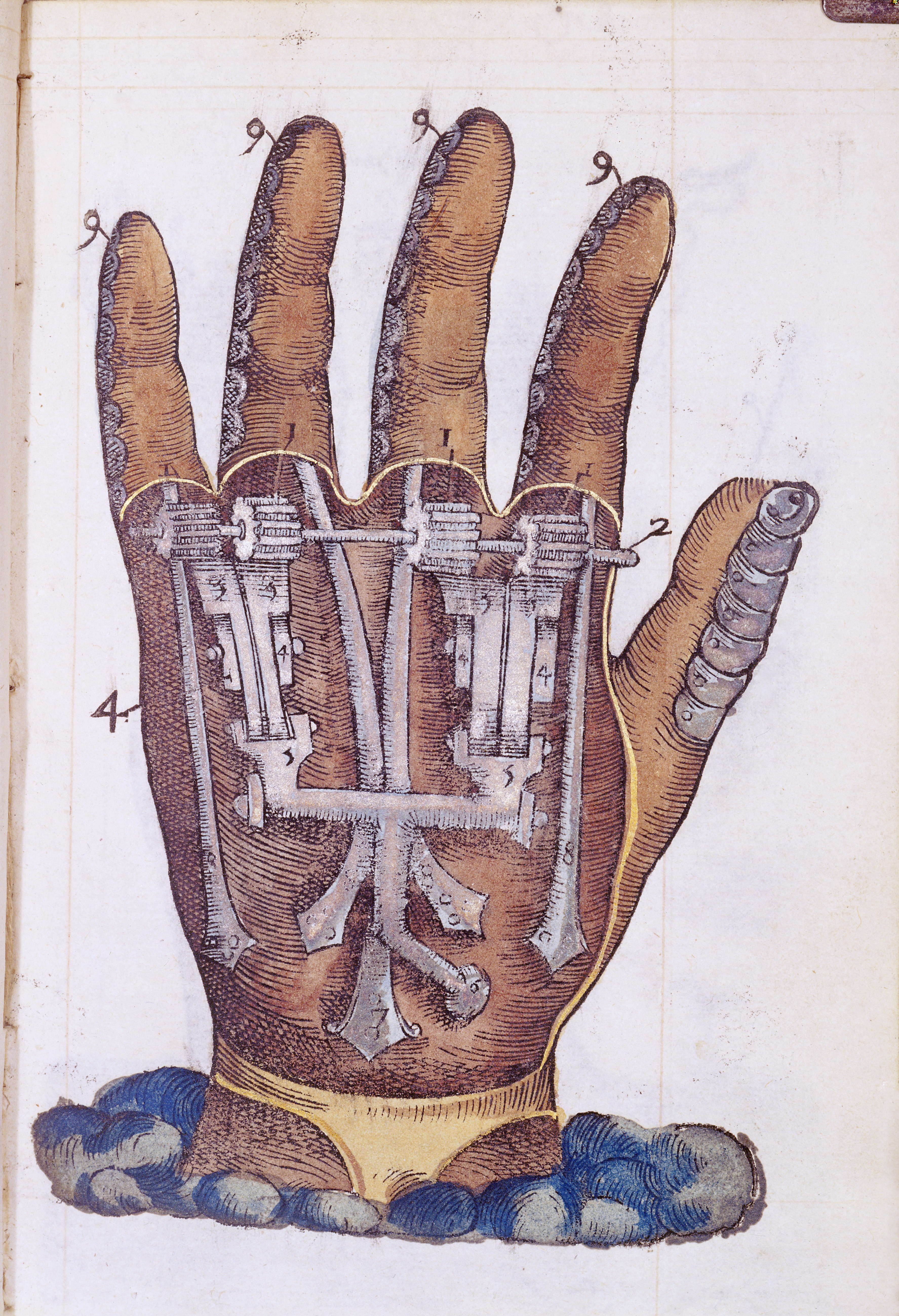
Ilustración de una mano ortopédica en Instrumenta chyrurgiae et icones anathomicae.

- Briefve collection de l'administration anatomique, avec la manière de cojoindre les os, et d'extraire les enfants tant mors que vivans du ventre de la mère, lorsque la nature de soi ne peult venir a son effect
- Deux livres de chirurgie, de la génération de l'homme, & manière d'extraire les enfans hors du ventre de la mère, ensemble ce qu'il faut faire pour la faire mieux, & plus tost accoucher, avec la cure de plusieurs maladies qui luy peuvent survenir
- Discours d'Ambroise Paré: avec une table des plus notables matières contenues esdits discours; De la mumie; De la licorne; Des venins; De la peste
- Dix livres de la chirurgie: avec le magasin des instrumens necessaires à icelle
- La maniere de traicter les playes faictes tant par hacquebutes, que par flèches, & les accidentz d'icelles, comme fractures & caries des os, gangrene & mortification, avec les pourtraictz des instrumentz necessaires pour leur curation
- Les œuvres de M. Ambroise Paré,...: avec les figures & portraicts tant de l'anatomie que des instruments de chirurgie, & de plusieurs monstres
- Traicté de la peste, de la petite verolle & rougeolle...: avec une brefve description de la lèpre
- Traicté de la peste, de la petite verolle & rougeolle...